# Stara Synagoga w Świdwinie
Stara Synagoga w Świdwinie – nieistniejąca pierwsza główna synagoga gminy żydowskiej w Świdwinie, znajdująca się przy dzisiejszym zbiegu ulic Wojska Polskiego i Nowomiejskiej.
Synagoga została zbudowana w XVIII wieku. Synagoga została najprawdopodobniej podpalona i poprzez to doszczętnie zniszczona. W 1880 roku na jej miejscu wzniesiono nową murowaną synagogę.